# Paullinia funicularis
Paullinia funicularis är en kinesträdsväxtart som beskrevs av Ludwig Radlkofer. Paullinia funicularis ingår i släktet Paullinia och familjen kinesträdsväxter. Inga underarter finns listade i Catalogue of Life.